# جامعة بيرا الداخلية
جامعة بيرا الداخلية (بالبرتغالية: Universidade da Beira Interior) هي جامعة عامة تقع في مدينة كوفيليا، البرتغال. تم إنشاؤها في عام 1979، وتضم حوالي 6879 طالبًا موزعين عبر العديد من دورات التخرج، ويمنحون جميع الدرجات الأكاديمية في مجالات تتراوح من الطب والكيمياء الحيوية والعلوم الطبية الحيوية والتصميم الصناعي إلى هندسة الطيران وتصميم الأزياء والرياضيات والاقتصاد والفلسفة. تم تسمية الجامعة على اسم منطقة بيرا التاريخية.